# The Ballad of Stalin
The Ballad of Stalin (Bài ca Stalin) là tên một bài hát do nhạc sĩ Ewan MacColl sáng tác về Iosif Vissarionovich Stalin (tên tiếng Anh: Joseph Stalin), lãnh tụ Liên Xô. Bài hát được sáng tác trong khoảng giữa thập niên 1950.

## Lời bài hát
Dịch sát nghĩa từ lời Anh
Bài ca Stalin
Joe Stalin là một người mạnh mẽ
Ông ta dẫn dắt dân tộc Liên Xô trên đường đến chiến thắng
Trong cuộc cách mạng, ông ta đã chiến đấu bên cạnh Lê Nin
Và họ kết hợp cho đến ngày Lê Nin chết.
Ông ta nói: "Tất cả hãy đến đây, chúng ta làm việc với bàn tay và khối óc"
Và rồi một ngày, khi Đức Quốc xã tràn qua đất Xô Viết
Chúng cướp ở Volga, ở Stalingrad, và rồi...'
Stalin nói: "Đến đây" và ông đuổi chúng ra.
Joe Stalin là người miền Nam, sinh ra tại Gruzia
Nơi những cây cam phát triển tốt và đầy bắp
Và Joe đã là nông dân, những ngón tay ông màu xanh
Và ông đã thu hoạch vụ mùa lớn nhất mà thế giới từng thấy
Một ngày ông ta nhìn vào bản đồ và nhăn trán, lắc đầu
"Quá nhiều màu nâu và thiếu màu xanh" đó là những lời ông nói;
"Chúng ta phải thay đổi không khí", ông ta nói và cười
"Hãy bắt đầu trồng những hàng cây dọc theo 3000 dặm"
Joe Stalin xắn tay áo, và nói "Hãy bắt đầu!
Sông Volga và sông Đông cách nhau xa quá
Tôi nghĩ chúng ta nên nối chúng lại, hãy đến và giúp tôi
Và chúng ta làm một con kênh lớn, kênh đào Volga-Đông." 
Một ngày ông ta đi lên phía Bắc và nhìn thấy ba dòng sông
Tất cả đều chảy ra biển Polar See
Ông ta nói: "Như vậy không đúng, những dòng sông này là của chúng ta
Chúng ta chuyển hướng và tạo ra thủy điện
Có những dãy núi chắn ngang đường
Stalin đưa tay ra và san bằng chúng
Stalin đã quyết làm cho đất nước xanh tươi
Và đó là dự án lớn nhất mà thế giới từng thấy
Joe Stalin là người phi thường và ông ta có chương trình vĩ đại
Cải tạo thiên nhiên để làm con người hạnh phúc
Ông ta dựng tương lai, là một người kiến tạo
Và ông ta đã xây thiên đường công nhân tốt nhất mà thế giới từng thấy 

## Nhận xét
Peggy Seeger, người bạn đời của nhạc sĩ cho bài hát này là "một thí dụ cho những sáng tác của MacColl thời gian đầu, lý thuyết giáo điều cao và chưa được tinh tế lắm" nhưng bà cho là "không có hoài nghi gì là Stalin đã là một lãnh tụ sáng chói thời chiến và một vài cải cách của ông cũng đúng và có kết quả tốt" .
Cũng như bài hát The Ballad of Ho Chi Minh, cả hai bài hát không thành công lắm trong sự nghiệp của tác giả, nhưng có thời được biết nhiều trong các quốc gia, quê hương của 2 lãnh tụ. Bài hát chỉ có một đoạn ngắn nói về chiến công cách mạng của Stalin, từng là đồng chí của Lê Nin và từng lãnh đạo đuổi quân Đức Quốc xã ra khỏi bờ cõi, nhưng phần lớn là ca ngợi những cải cách của Stalin trong thời bình, huy động sức dân đề làm những công trình vĩ đại, như đào kênh đào Volga-Đông, hoàn tất năm 1952, dài hơn 100 km nối liền sông Volga và sông Đông, như xây dựng những khu kinh tế mới, xây dựng hạ tầng cơ sở... Có lẽ vào thời điểm bài hát ra đời, nhiều người ở thế giới phương Tây chưa biết rõ chuyện gì đã xảy ra tại Liên Xô, và dân chúng Liên Xô cũng như phong trào Cộng sản khắp nơi, lúc đó đều ca tụng nhà lãnh đạo vĩ đại đã đặt nền móng xây dựng một nước Xô Viết của người vô sản, từ nghèo nàn lạc hậu, từ những đổ vỡ sau thế chiến thứ 2 thành một quốc gia phú cường. Chỉ đến khi Stalin qua đời (1953), đến thời của Khrushchev, người ta mới biết chút về "mặt trái của tấm huy chương" và tin tức về những sai lầm của Stalin mới dần dần được tiết lộ, cũng như không phải chương trình cải cách nào cũng có thành công tốt đẹp. Theo đó, Stalin đã dựng nhiều trại tập trung (Gulag) nhốt hàng triệu người và bắt lao động khổ sai cho những công trình trên và áp dụng những biện pháp độc đoán, tàn bạo . Các nhà sử học được các báo chí quốc tế trích dẫn lời cho rằng từ 20-40 triệu người đã bị giết dưới thời Stalin .
Năm 1995, trong một cuộc phỏng vấn, nhạc sĩ Pete Seeger, một nhạc sĩ phản chiến tiêu biểu, Đảng viên Đảng Cộng sản Hoa Kỳ và là bạn thân của MacColl, anh ruột của Peggy Seeger, đã xin lỗi vì đã im lặng quá lâu về những sai lầm của Stalin, ông xin lỗi "vì đã mù quáng theo đường lối của Đảng mà không nhìn thấy là Stalin là một nhà lãnh đạo tồi và cực kỳ tàn bạo" . Năm 2007, ông viết một bài hát về Stalin ("Big Joe Blues") trong đó có những câu:
Tôi hát về ông già Joe, Joe tàn bạo
Ông cai trị với bàn tay sắt
Ông đã làm chấm dứt những giấc mơ của nhiều người trong mỗi quốc gia
Ông đã có một cơ hội để thực hiện một bắt đầu mới cho loài người
Thay vào đó ông đặt nó trở lại, trong cùng một nơi kinh tởm
Tôi có "Big Joe Blues":
(Câm miệng lại hoặc mày sẽ chết ngay !)
 Tôi đã nhận ra "Big Joe Blues":
(Làm việc đi và đừng hỏi nhiều !)....